# 拉森冰原島峰 (奧斯卡二世海岸)
64°58′S 60°4′W / 64.967°S 60.067°W
拉森冰原島峰（英語：Larsen Nunatak）是南極洲的冰原島峰，位於葛拉漢地的奧斯卡二世海岸，處於默多克冰原島峰以北4公里，屬於錫爾冰原島峰的一部分，由挪威捕鯨船長發現，現時由南極條約體系管理。